# Нарвская Застава (регбийный клуб)
Регбийный клуб «Нарвская Застава» — команда по регби и регби-7 из Санкт-Петербурга.
Основана в 1978 году как регбийный клуб при спортивном клубе «Кировец» ленинградского машиностроительного предприятия «Кировский завод». С 1995 года имеет название «Нарвская Застава».
С 2016 по 2018 годы выступал в Чемпионате России по регби.

## Названия
- До 1995 года — «Кировец»
- С 1995 года — «Нарвская Застава»

## История
С 1978 года РК «Кировец» представлял Кировский завод в городских соревнованиях. Организатором коллектива стали ленинградские регбисты Феликс Шмаков и Геннадий Гопанюк. С 1991 по 1995 годы силами Бориса Иванова и Владимира Лопаткина секция регби была сохранена. В 1995 году клубу было присвоено название «Нарвская Застава» после формирования государственного учреждения ЦФКиС «Нарвская Застава». С 1995 по 1997 годы игроки выступали под флагом городской команды «СКА ПВО».
В 1999 году клуб занял первое место в Высшей лиге чемпионата России по регби. Но по финансовым причинам клуб не повысился в статусе и не вышел в Премьер-лигу.
С 2011 года команда мастеров по регби «Нарвская застава» выступает в Высшей лиге Чемпионата России по регби и Чемпионате России по регби-7.
В 2013 году спонсором «Нарвской Заставы» стала биотехнологическая компания Биокад. Президентом клуба был назначен генеральный директор компании Дмитрий Морозов.
В 2017 году РК «Нарвская застава» становится Чемпионом Высшей лиги чемпионата России по регби и переходит в Премьер-лигу.
С 2016 по 2018 годы выступает в Чемпионате России по регби. В 2018 году главным тренером команды был назначен Эндрю Куртейн. Вместе с ним команда завоёвывает Кубок России по регби-7.
В 2019 году заняла 6 место в Чемпионате России по регби-7, 7 место в Высшей регбийной лиге-7 и 3 место в группе «Центр» Высшей лиги. В этом же году в структуру «Нарвской Заставы» вошёл женский регбийный клуб «Нева».
В июне 2020 года одним из партнёров команды стала компания «Газпром нефть».
19 октября 2020 года Эндри Куртейн покинул команду. 8 ноября команда завоевала серебряные медали Кубка России по регби-7. 13 ноября команду возглавил южноафриканский специалист Вуйо Зангка. По итогам сезона-2020/21 клуб стал бронзовым призёром чемпионата по регби-7.

## Достижения
- Чемпионат России по регби-7
Третье место: 2020/21, 2023

- Высшая лига по регби-7
Победитель: 2024

- Кубок России по регби-7
Обладатель: 2018
Второе место: 2020, 2025
Третье место: 2023

- Кубок европейских чемпионов по регби-7
Обладатель: 2021

## Административный и тренерский штаб
- Президент — Дмитрий Морозов;
- Менеджер команды — Сергей Шварц;
- Главный тренер — Вуйо Зангка;
- Помощник главного тренера — Александр Гвоздовский;
- Тренер по скоростно-силовой подготовке — Полина Рославцева;
- Тренер по физподготовке — Александр Заярный
- Помощник тренера — Самуэль Майерс
- Тренер городской команды — Борис Иванов;